# Guarneri String Quartet
Das 1964 gegründete Guarneri String Quartet (auch Guarneri Quartet) ist eines der weltweit bedeutendsten Streichquartett-Ensembles. Es ist in New York beheimatet. Neben dem klassischen Konzertrepertoire bringt es die  Werke führender Komponisten der Gegenwart zur Aufführung, so z. B. das eigens für das Guarneri Quartet geschriebene 5. Streichquartett von Lukas Foss oder Werke von Richard Danielpour.
Über das Quartett sind zahlreiche Porträts  in Rundfunk und Fernsehen veröffentlicht worden, sowie Bücher (Quartet, Helen Drees Ruttencutter 1980, Die Kunst des Quartettspiels: Die Guarneris im Gespräch mit David Blum, 1986 sowie Arnold Steinhardts Erinnerungen Mein Leben zu viert: Von der Kunst aufeinander zu hören, 2000).
Das Guarneri String Quartet hat nach 45 Jahren des Zusammenspiels für das Ende der Saison 2008/09 seinen Rückzug angekündigt und eine große Abschiedstournee veranstaltet.

## Mitglieder
- Arnold Steinhardt (* 1937), 1. Violine
- John Dalley (* 1935), 2. Violine
- Michael Tree (1934–2018[1]), Bratschist
- David Soyer (1923–2010), Violoncello (bis 2000)
- Peter Wiley (* 1955), Violoncello (seit 2000, ehedem Schüler von David Soyer und Cellist des Beaux Arts Trio)